# John Cole (2e comte d'Enniskillen)
Pour les articles homonymes, voir Cole.
John Willoughby Cole, 2e comte d'Enniskillen (23 mars 1768 - 31 mars 1840), titré vicomte Cole de 1789 à 1803, est un pair irlandais et membre du Parlement.

## Biographie
Cole est le fils de William Cole (1er comte d'Enniskillen). Il succède à son père à la pairie et hérite du domaine de Florence Court en 1803.
En 1790 et en 1798, il est élu pour Sligo Borough et Fermanagh. Les deux fois, il choisit de siéger pour ce dernier et représente la circonscription à la Chambre des communes irlandaise jusqu'à l'Acte d'Union en 1801. Après l'Union, Cole est élu à la Chambre des communes britannique pour Fermanagh, un siège qu'il occupe jusqu'à ce qu'il succède à son père au comté en 1803. Il siège ensuite à la Chambre des lords en tant que représentant irlandais de 1804 à 1840.
Il est également lord-lieutenant de Fermanagh jusqu'à sa mort. Il est fait chevalier de l'ordre de Saint-Patrick en 1810 et en 1815 est créé baron Grinstead, de Grinstead dans le comté de Wiltshire, dans la pairie du Royaume-Uni.

## Famille

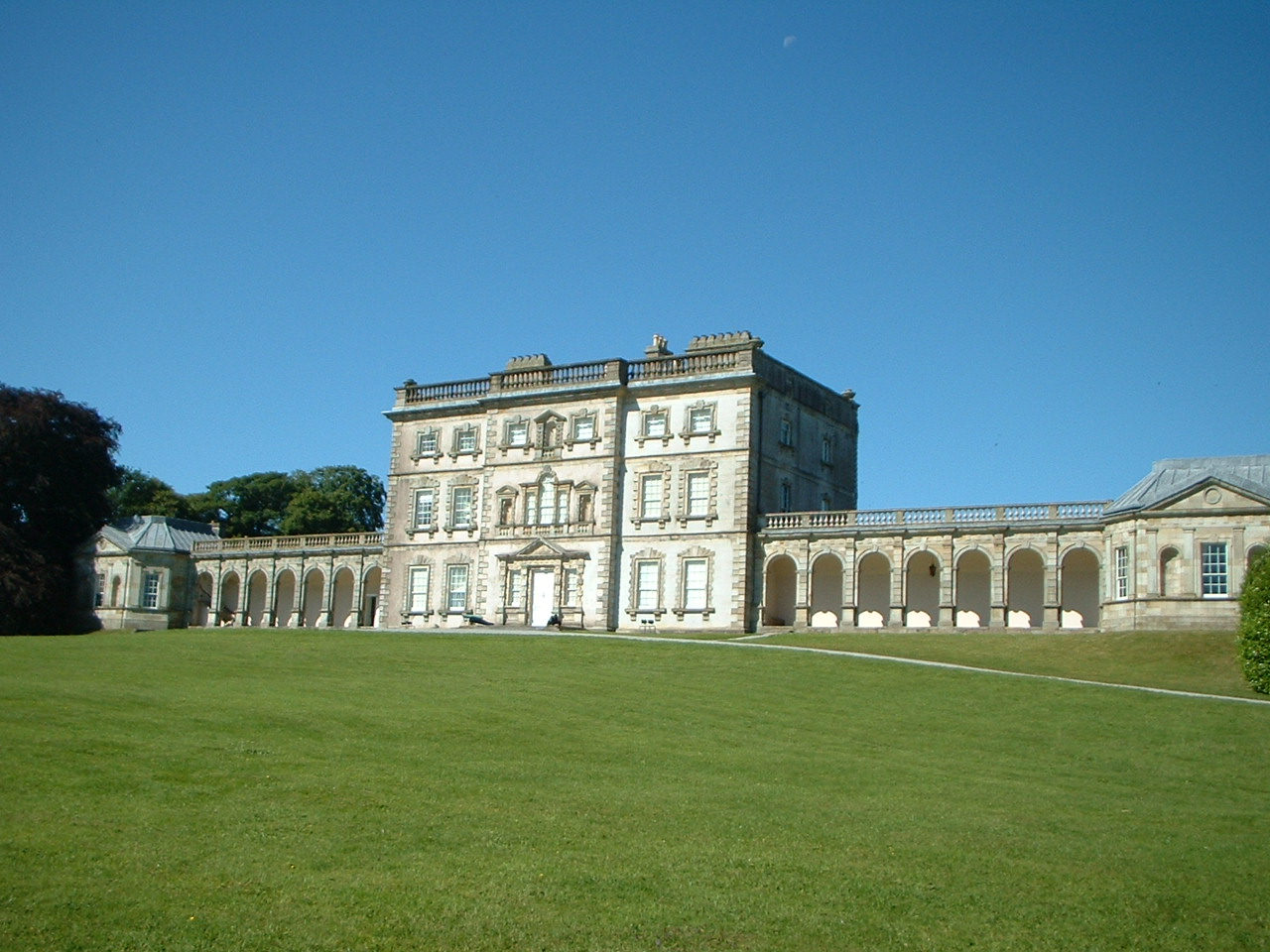
Florence Court, comté de Fermanagh, le siège familial

Lord Enniskillen épouse Charlotte Paget, fille de Henry Paget (1er comte d'Uxbridge), en 1805. Ils ont cinq enfants:
- William Cole (3e comte d'Enniskillen) (1807–1886)
- Henry Arthur Cole (14 février 1809-2 juillet 1890)
- Jane Anne Louisa Florence Cole (27 juillet 1811 - 23 mars 1831)
- John Lowry Cole (8 juin 1813-28 novembre 1882)
- Lowry Balfour Cole (6 juin 1815 - 14 janvier 1818)

Il est décédé en mars 1840, à l'âge de 72 ans, et son fils aîné William lui succède.